# Vilmoș Szabo
Vilmoș Szabo (węg. Vilmos Szabó; ur. 30 grudnia 1964 w Braszowie) – rumuński szablista pochodzenia węgierskiego, brązowy medalista igrzysk olimpijskich i mistrzostw świata.
Na igrzyskach olimpijskich w Los Angeles w 1984 reprezentacja Rumunii w składzie: Marin Mustață, Ioan Pop, Alexandru Chiculiță, Cornel Marin i Vilmoș Szabo zdobyła brązowy medal w zawodach drużynowych. Indywidualnie nie startował. Na rozgrywanych osiem lat później igrzyskach olimpijskich w Barcelonie zajął 4. miejsce w zawodach drużynowych i 26. w indywidualnych. Brał również udział w igrzyskach olimpijskich w Atlancie w 1996, gdzie był siódmy drużynowo i szesnasty indywidualnie.
Podczas mistrzostw świata w Atenach w 1994 wspólnie z Danielem Grigore, Florinem Lupeicą i Victorem Gaureanu zdobył brązowy medal w zawodach drużynowych. Był to jego jedyny medal wywalczony w zawodach tego cyklu.
Zdobył również brązowy medal w turnieju indywidualnym na mistrzostwach Europy w Krakowie w 1994, plasując się za Rosjaninem Stanisławem Pozdniakowem i Włochem Raffaello Casertą.
Po zakończeniu kariery został trenerem. Pracuje w klubie TSV Dormagen. Od 2008 roku trenuje męską reprezentację Niemiec w szabli.
Jego żona, Reka Szabo, także reprezentowała Rumunię w szermierce, a ich syn, Matyas Szabo, w tym samym sporcie reprezentował Niemcy.